# Alte Schule (Alsenborn)
Die Alte Schule ist ein denkmalgeschütztes Gebäude in Alsenborn. Das zweigeschossige neunachsige spätklassizistische langgestreckte verputzte Gebäude mit Walmdach und einem Unter- und Obergeschoss trennendem Gesims stammt aus dem frühen 19. Jahrhundert.

## Geschichte
Im Jahre 1699 ließ der Alsenborner evangelische Pfarrer Agricola die Oberstube des Pfarrhauses für Schulzwecke herrichten. 1728 wurde das erste Schulhaus für damals 56 Kinder erbaut.
1820 wurde dann in Alsenborn eine zweite protestantische Lehrerstelle eingerichtet. In den Jahren 1823 und 1824 wurde ein neues Schulhaus mit zwei Sälen und zwei Wohnungen erbaut. Während der zweiten Hälfte des 19. und des frühen 20. Jahrhunderts, als Alsenborn sich zu einem „Zirkusdorf“ entwickelt hatte, kam es immer wieder zu Auseinandersetzungen bezüglich des Schulbesuches der Kinder der vor Ort ansässigen Artisten.
Zum Schuljahr 1973/74 bezog die Schule einen Neubau auf dem Mühlberg. Dieser wurde in den 1990er Jahren zum Standort der IGS Enkenbach-Alsenborn.
Mitte der 1980er Jahre stand im Zuge der Umgestaltung des Ortskerns der Abriss der weitgehend leer stehende alten Schule zur Debatte. Schließlich wurde das Gebäude bis 1990 zum Kulturtreff „Alte Schule“ umgebaut und von der Gemeinde Alsenborn dem Gesangverein Alsenborn und dem Musik- und Unterhaltungsverein Alsenborn durch Erbbaurecht überlassen.